# Thalassoma
Genre
Thalassoma est un genre de poissons téléostéens (Teleostei) de la famille des Labridae ; ils font partie des poissons appelés « girelles » (et souvent « girelles-paons » en raison de leurs couleurs vives).

## Description et caractéristiques
Ce genre regroupe des labridés vivant pour la plupart en mers chaudes, caractérisés par une silhouette caractéristique des « girelles » et arborant le plus souvent des couleurs aussi variées que flamboyantes. Ces espèces sont hermaphrodite protogyne, ce qui signifie qu'elles naissent femelles pour devenir mâles à l'âge mûr ; notamment pour cette raison, leur riche livrée est souvent très évolutive au cours de leur vie, rendant d'autant plus complexe la détermination des espèces. 

## Liste d'espèces
Selon World Register of Marine Species (30 avril 2014) :

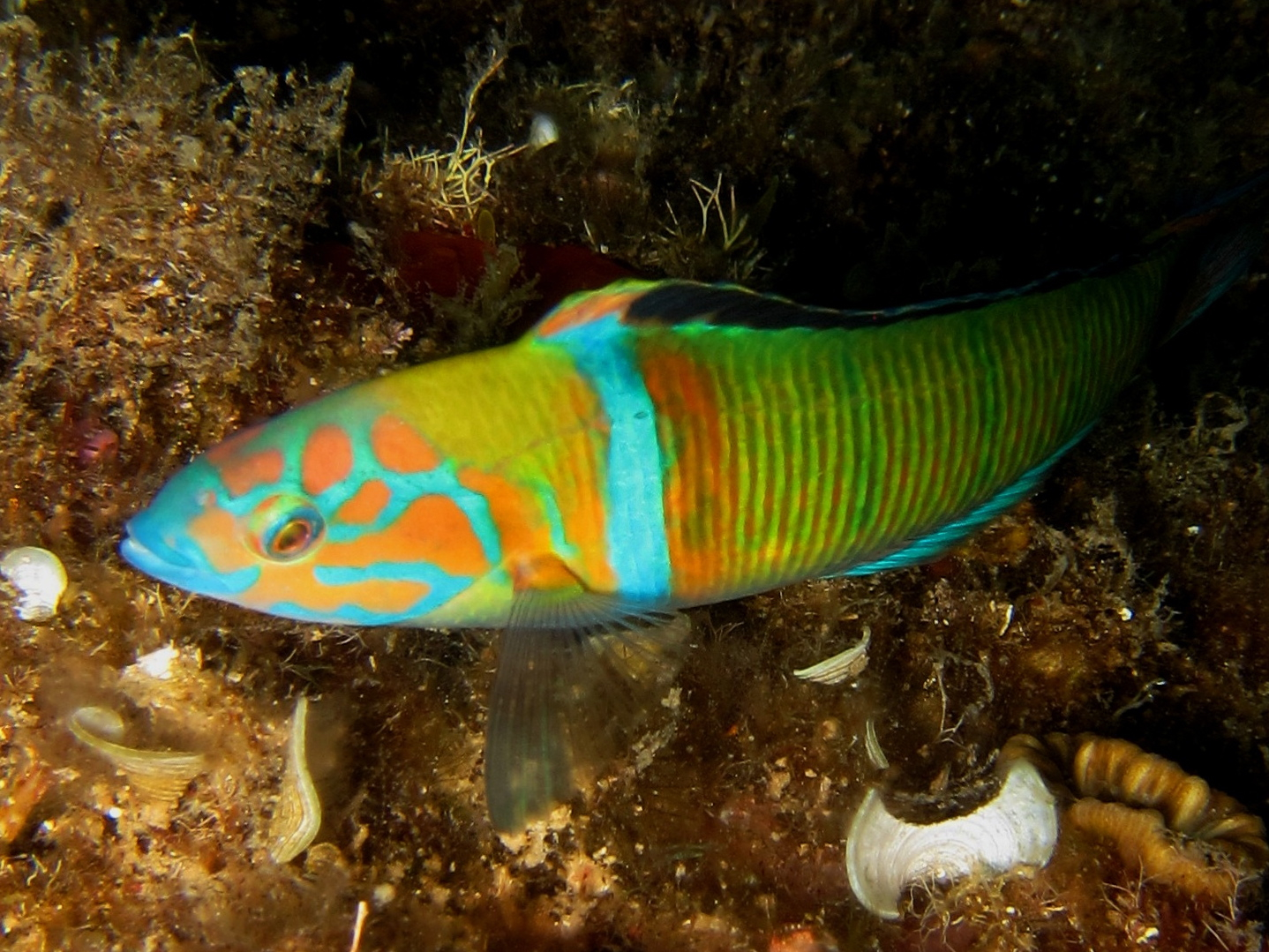
La girelle royale paon (Thalassoma pavo, ici un mâle) est une belle espèce commune en Méditerranée.

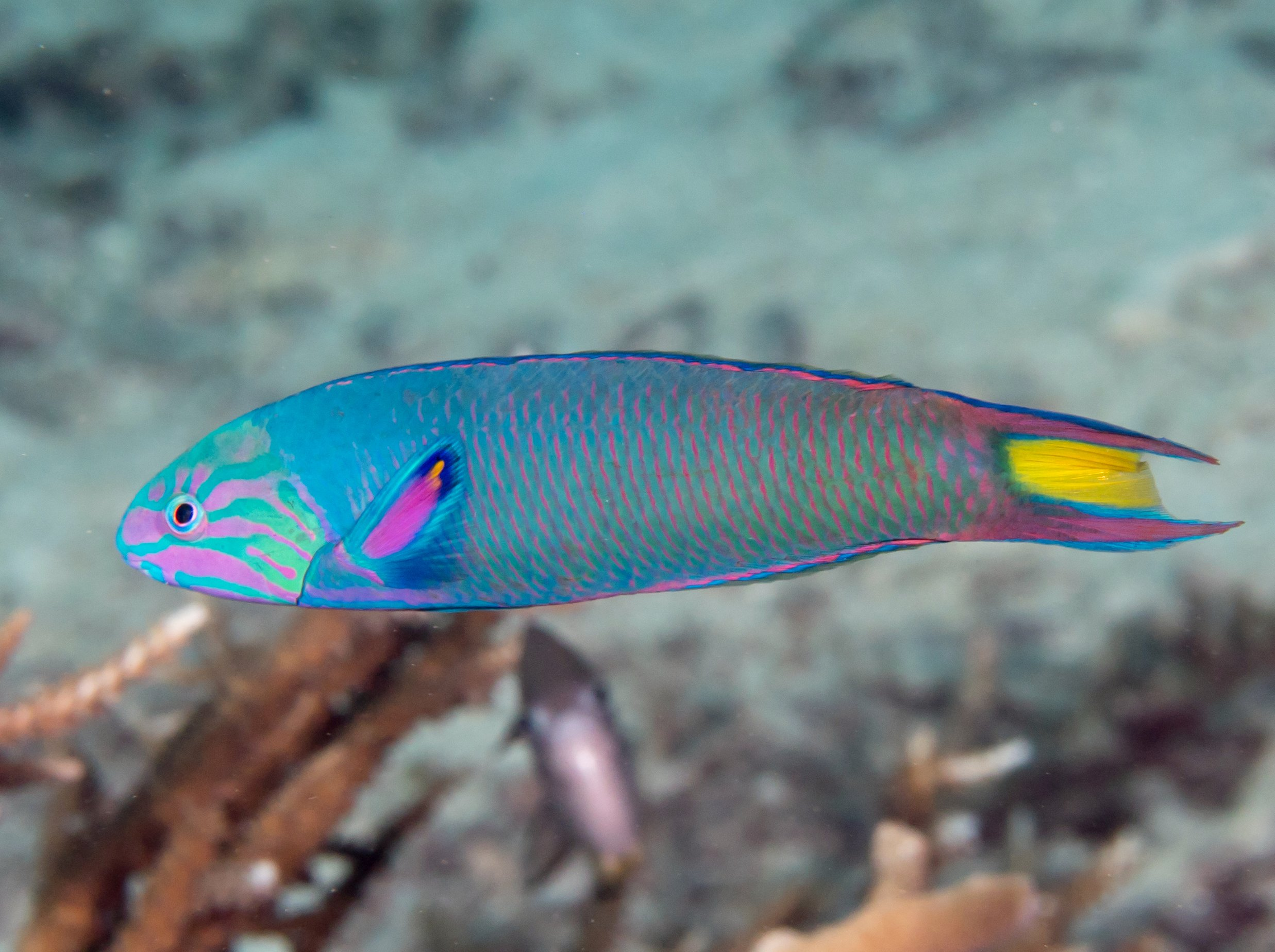
Thalassoma lunare.

- Thalassoma amblycephalum (Bleeker, 1856)
- Thalassoma ascensionis (Quoy & Gaimard, 1834)
- Thalassoma ballieui (Vaillant & Sauvage, 1875)
- Thalassoma bifasciatum (Bloch, 1791)
- Thalassoma cupido (Temminck & Schlegel, 1845)
- Thalassoma duperrey (Quoy & Gaimard, 1824)
- Thalassoma genivittatum (Valenciennes, 1839)
- Thalassoma grammaticum Gilbert, 1890
- Thalassoma hardwicke (Bennett, 1830)
- Thalassoma hebraicum (Lacepède, 1801)
- Thalassoma heiseri Randall & Edwards, 1984
- Thalassoma jansenii (Bleeker, 1856)
- Thalassoma loxum Randall & Mee, 1994
- Thalassoma lucasanum (Gill, 1862)
- Thalassoma lunare (Linnaeus, 1758)
- Thalassoma lutescens (Lay & Bennett, 1839)
- Thalassoma newtoni (Osório, 1891)
- Thalassoma nigrofasciatum Randall, 2003
- Thalassoma noronhanum (Boulenger, 1890)
- Thalassoma pavo (Linnaeus, 1758)
- Thalassoma purpureum (Forsskål, 1775)
- Thalassoma quinquevittatum (Lay & Bennett, 1839)
- Thalassoma robertsoni Allen, 1995
- Thalassoma rueppellii (Klunzinger, 1871)
- Thalassoma sanctaehelenae (Valenciennes, 1839)
- Thalassoma septemfasciatum Scott, 1959
- Thalassoma trilobatum (Lacepède, 1801)
- Thalassoma virens Gilbert, 1890

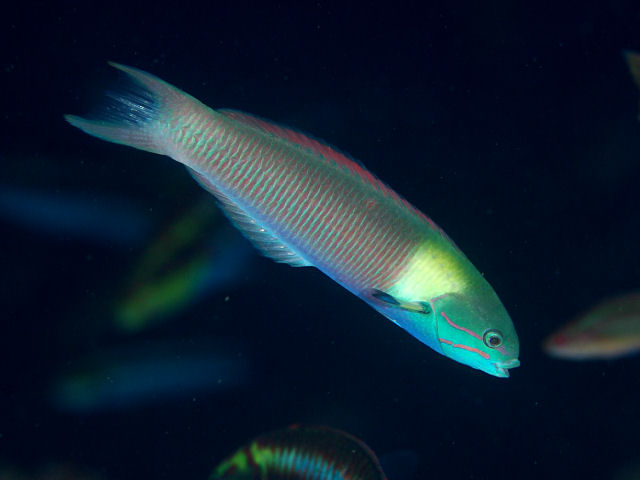
Thalassoma amblycephalum
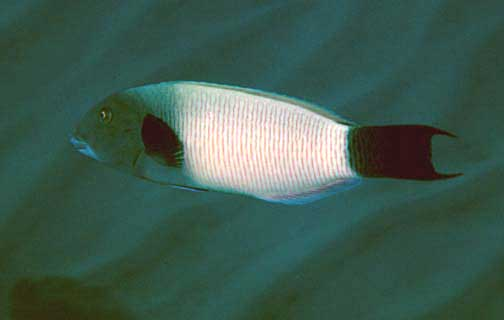
Thalassoma ballieui
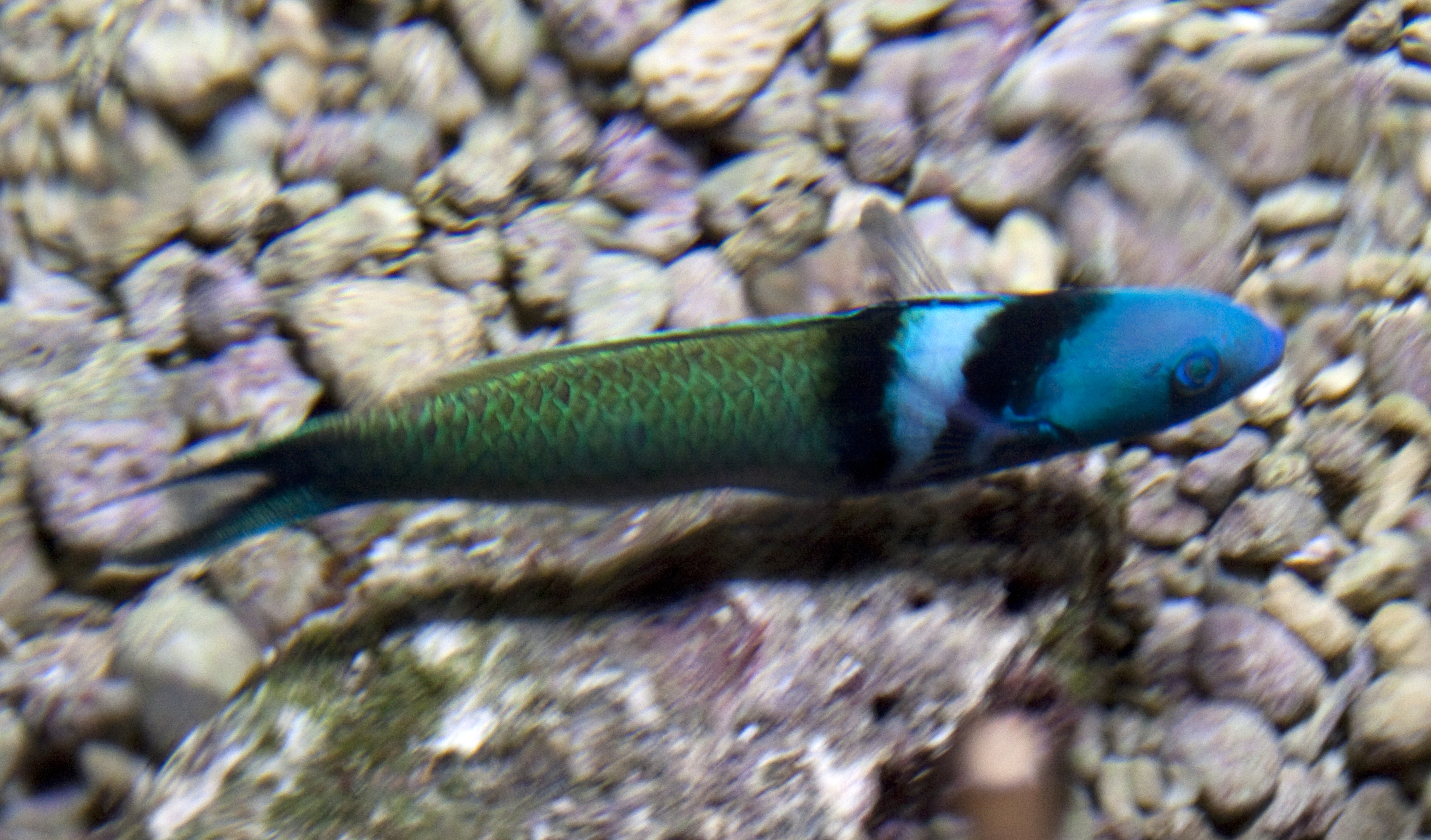
Thalassoma bifasciatum
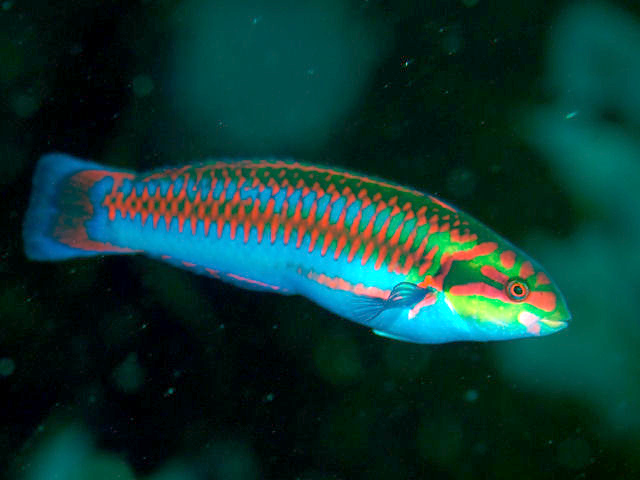
Thalassoma cupido
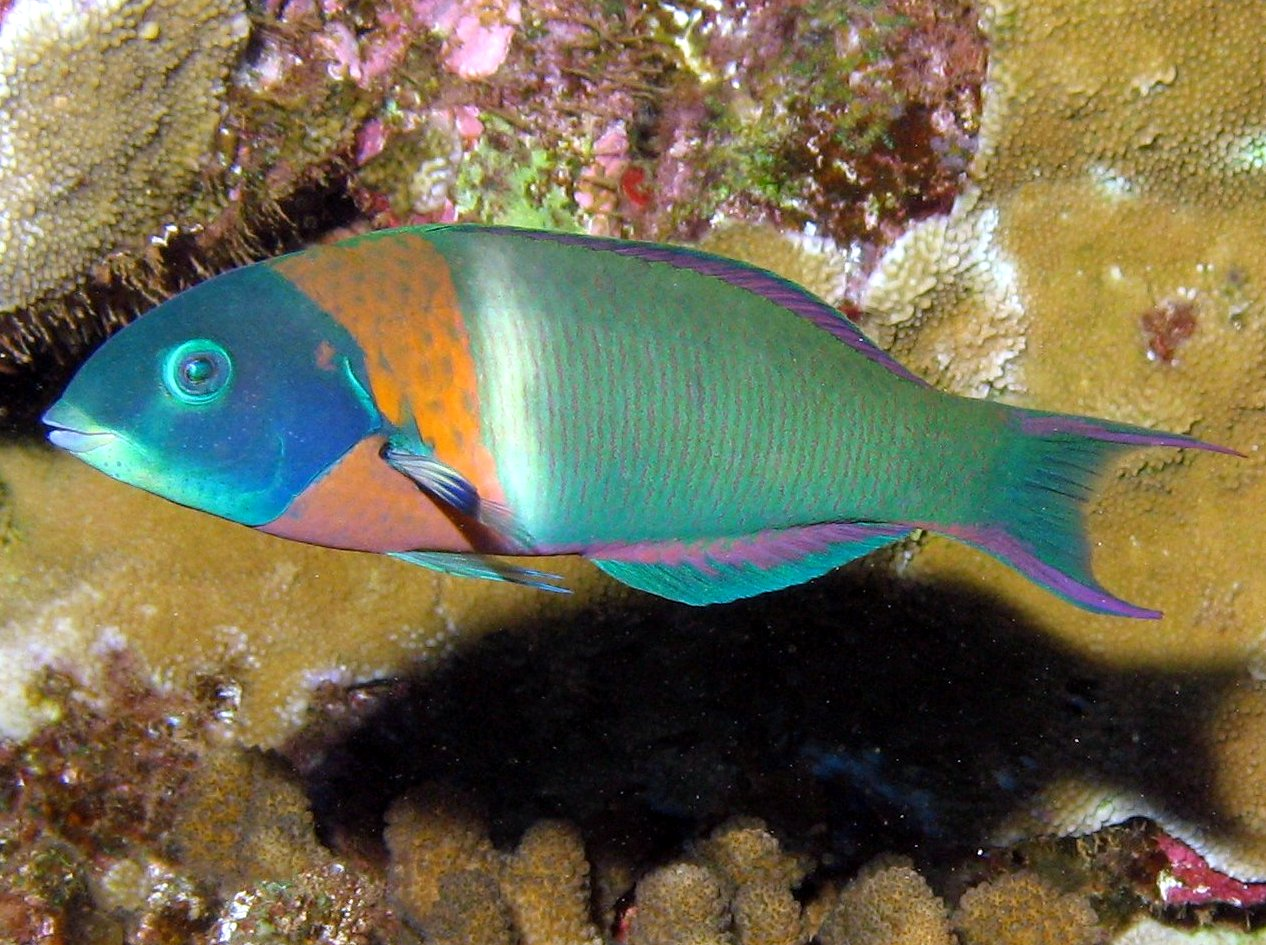
Thalassoma duperreyi
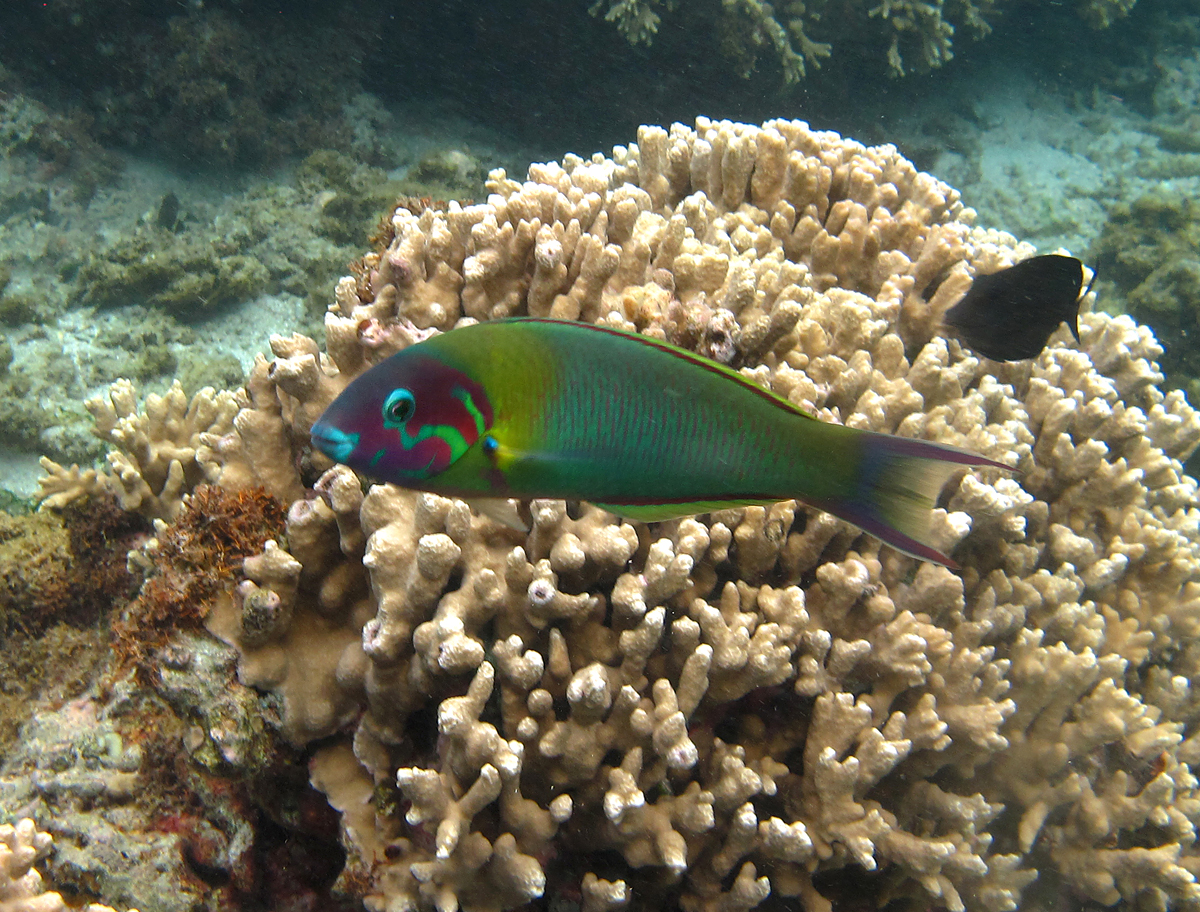
Thalassoma genivittatum
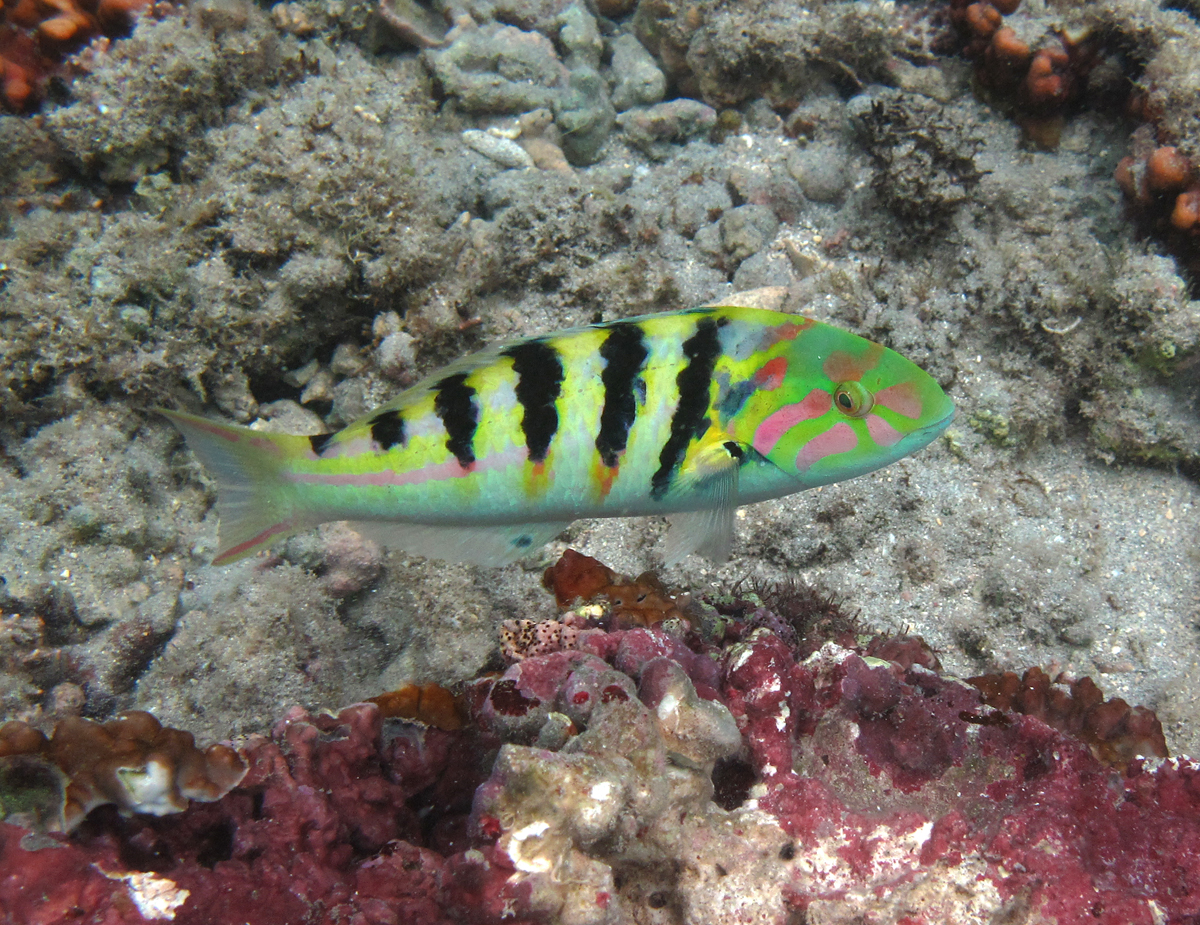
Thalassoma hardwicke
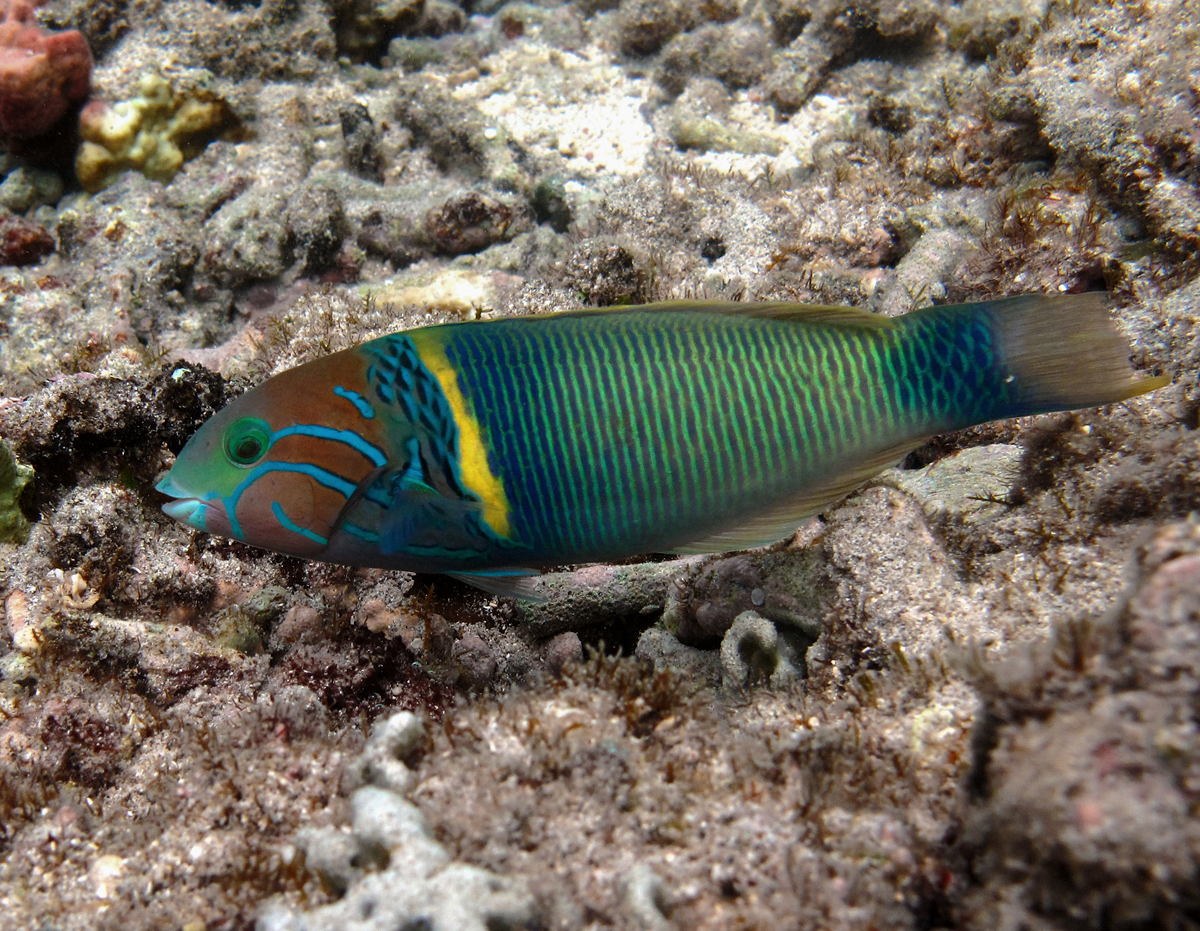
Thalassoma hebraicum
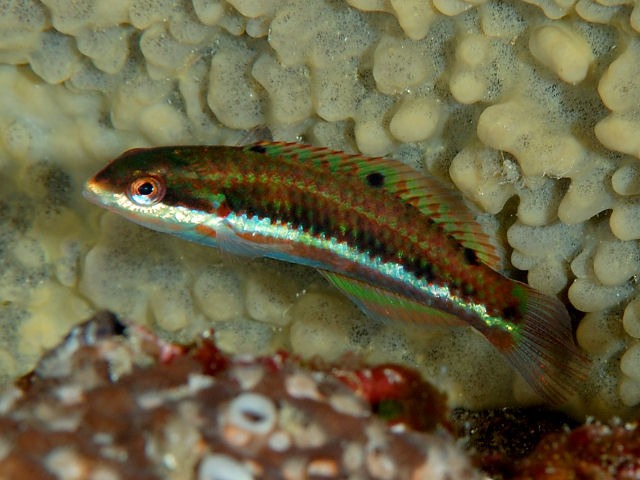
Thalassoma jansenii juvénile
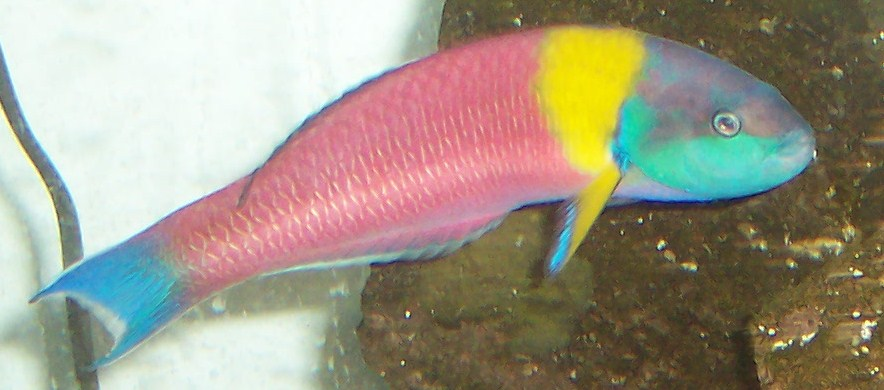
Thalassoma lucasanum
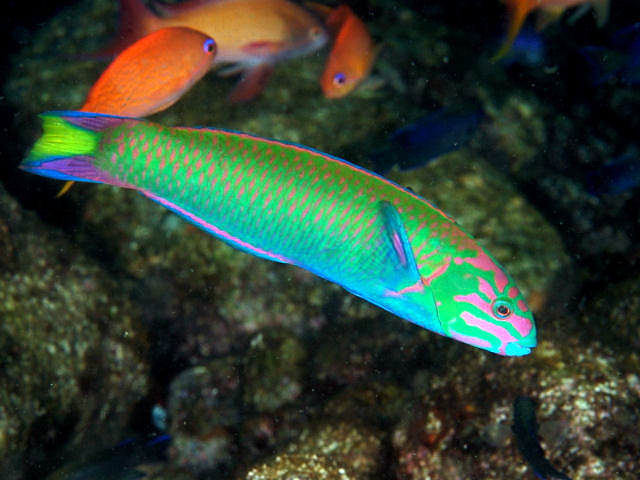
Thalassoma lunare
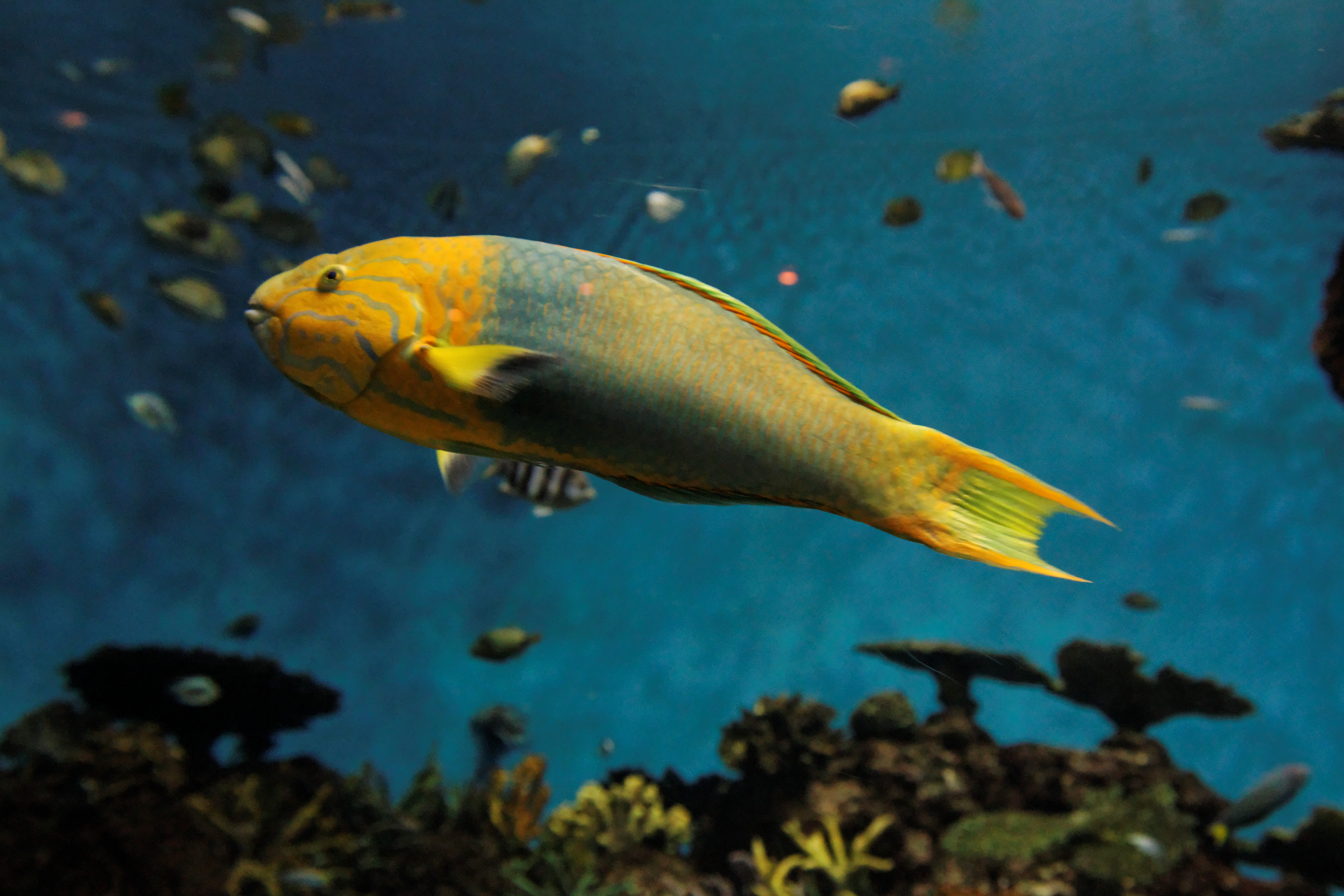
Thalassoma lutescens
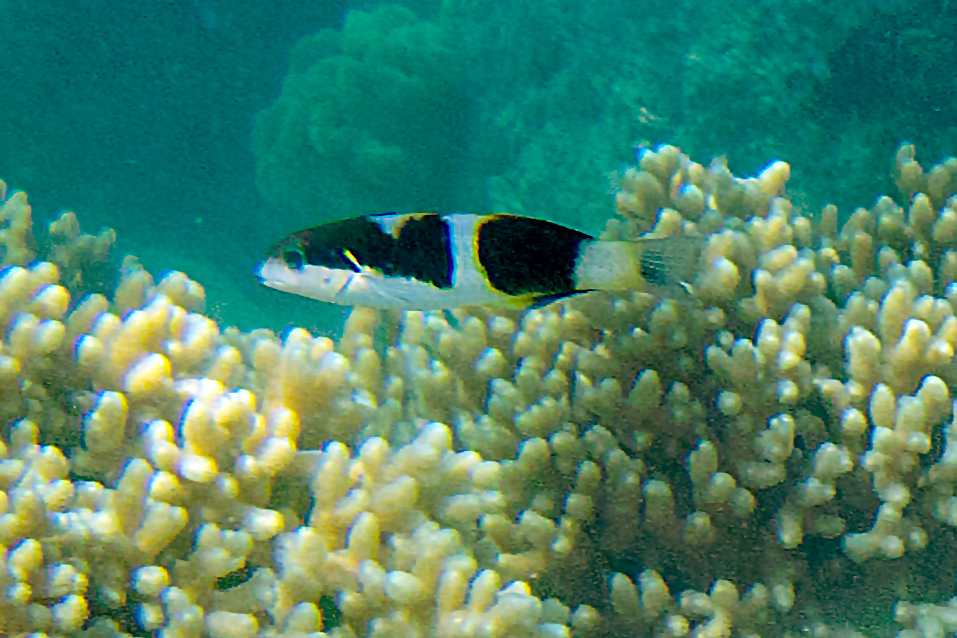
Thalassoma nigrofasciatum
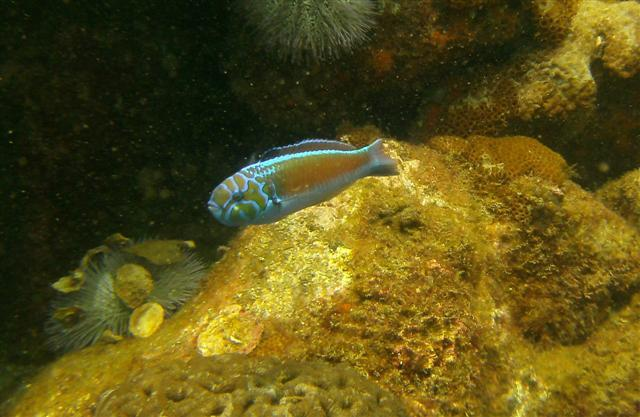
Thalassoma noronhanum
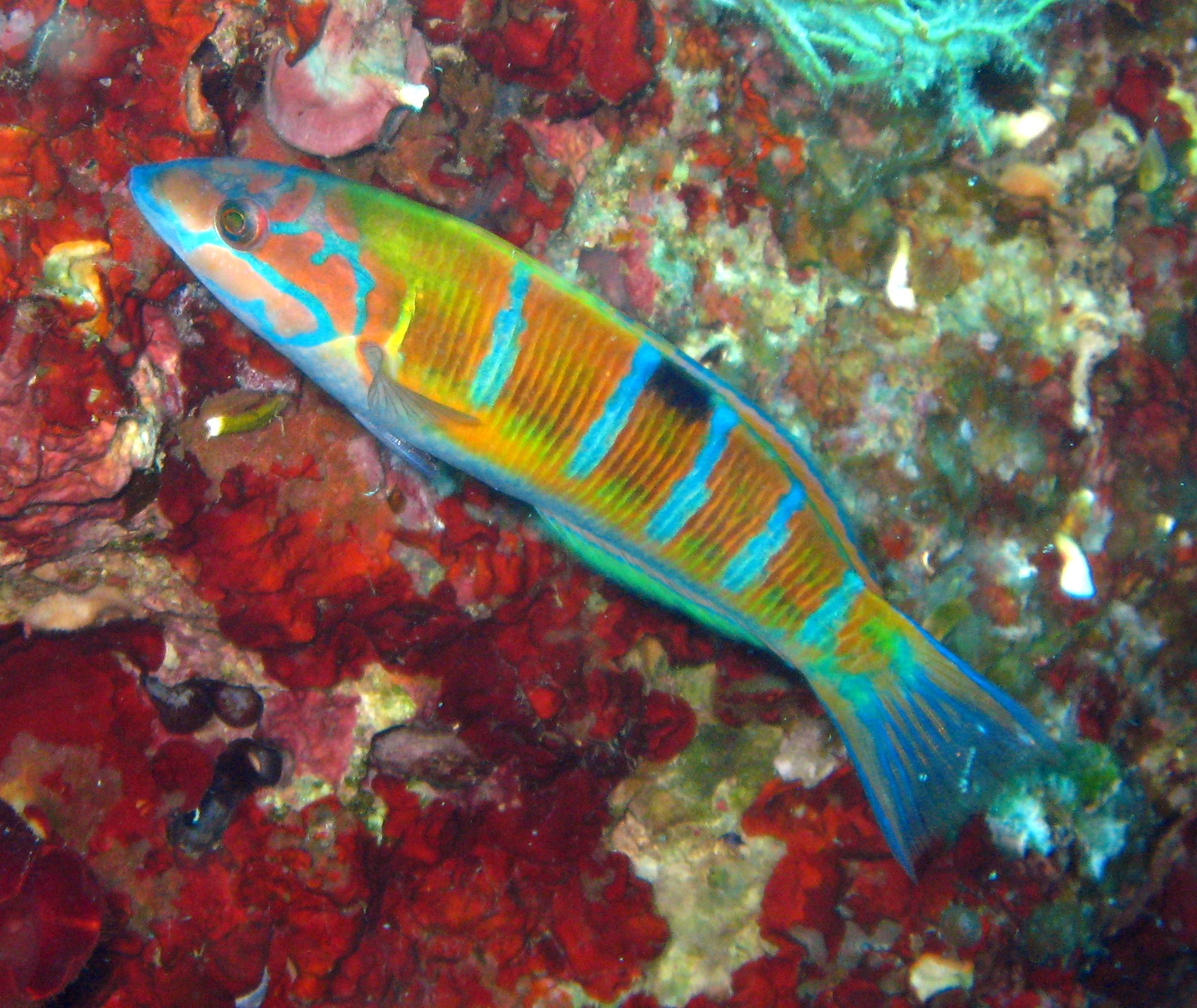
Thalassoma pavo femelle
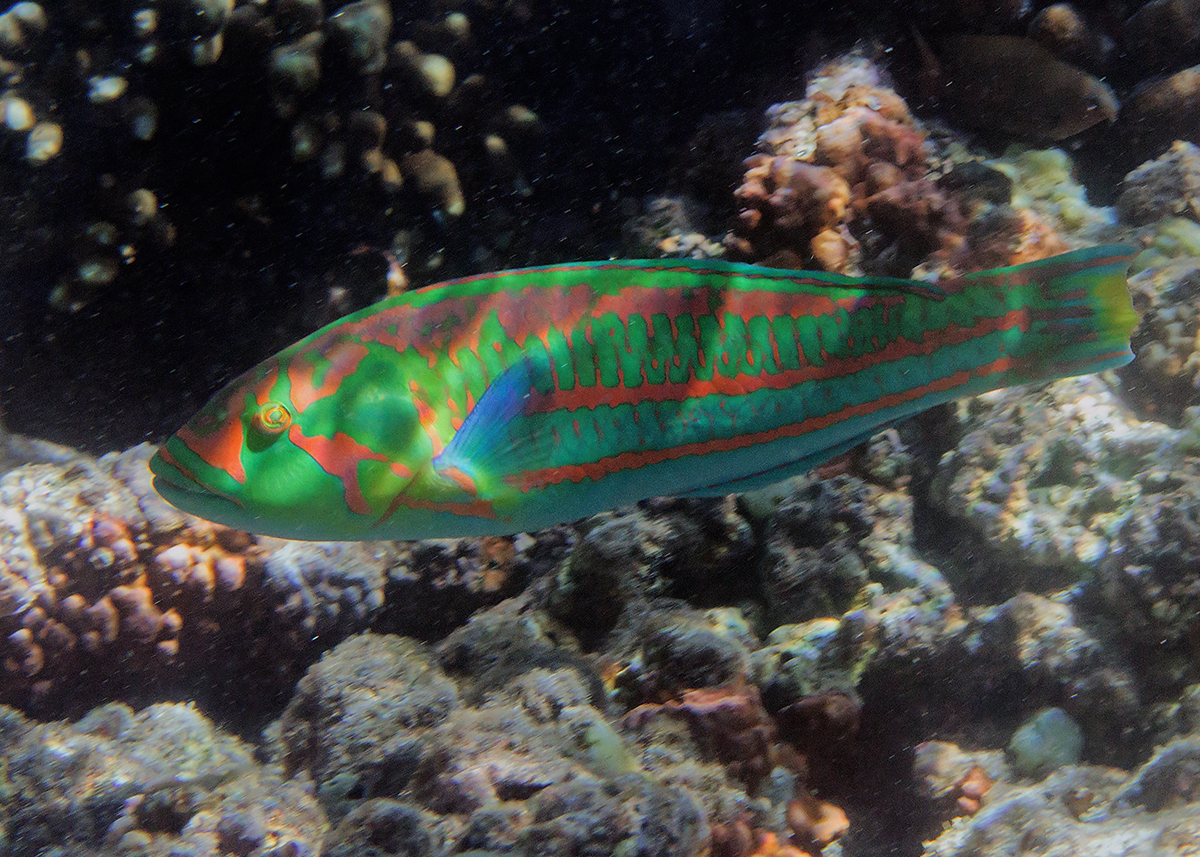
Thalassoma purpureum
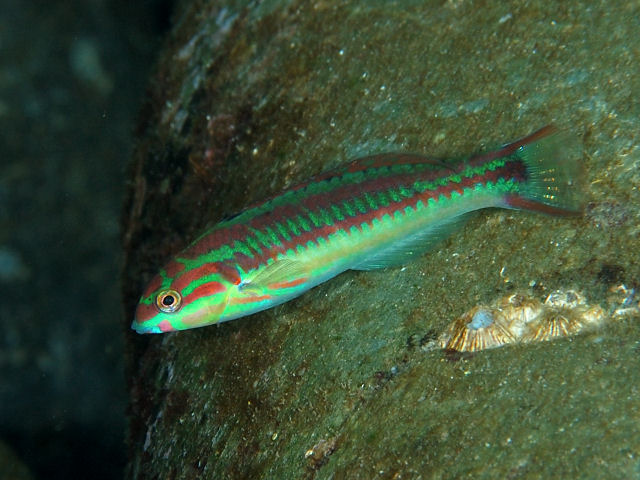
Thalassoma quinquevittatum
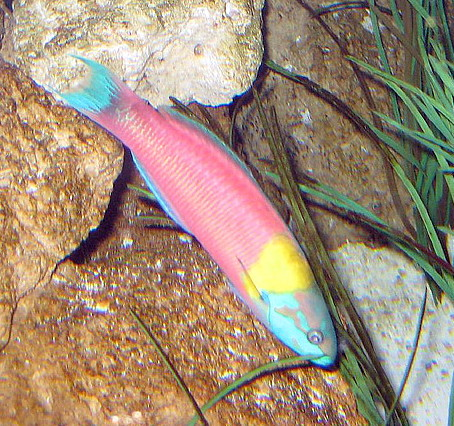
Thalassoma robertsoni
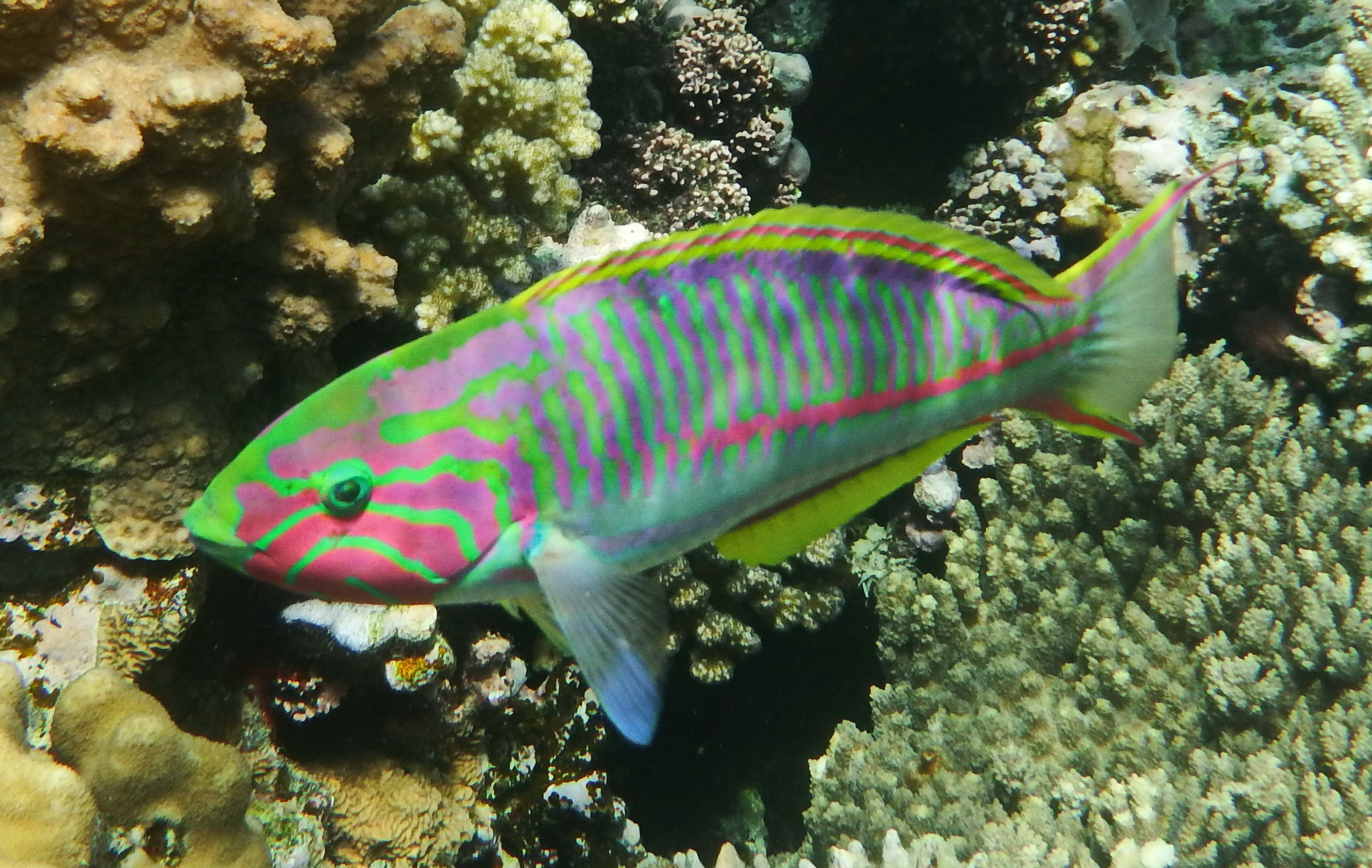
Thalassoma rueppellii
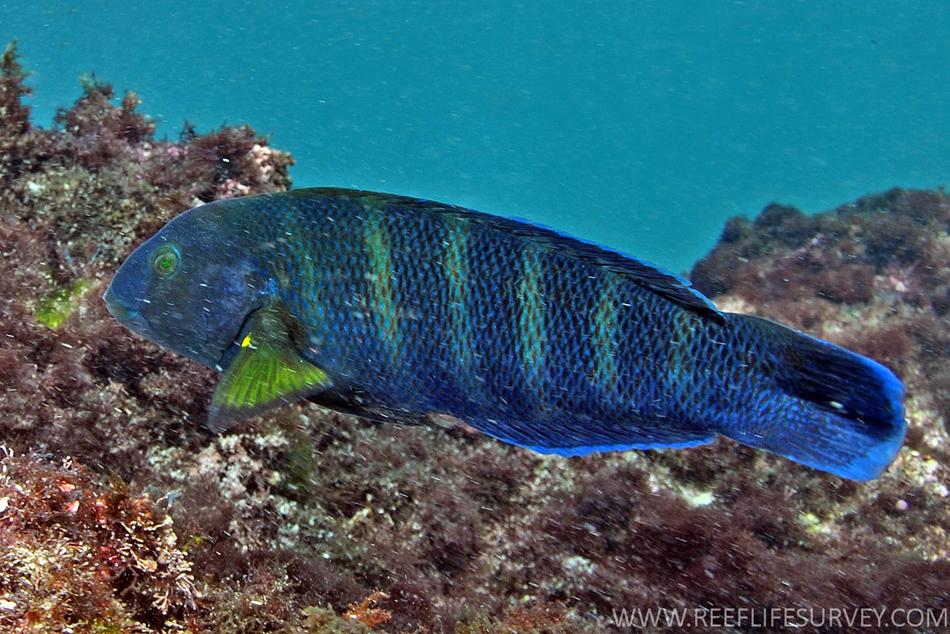
Thalassoma septemfasciatum
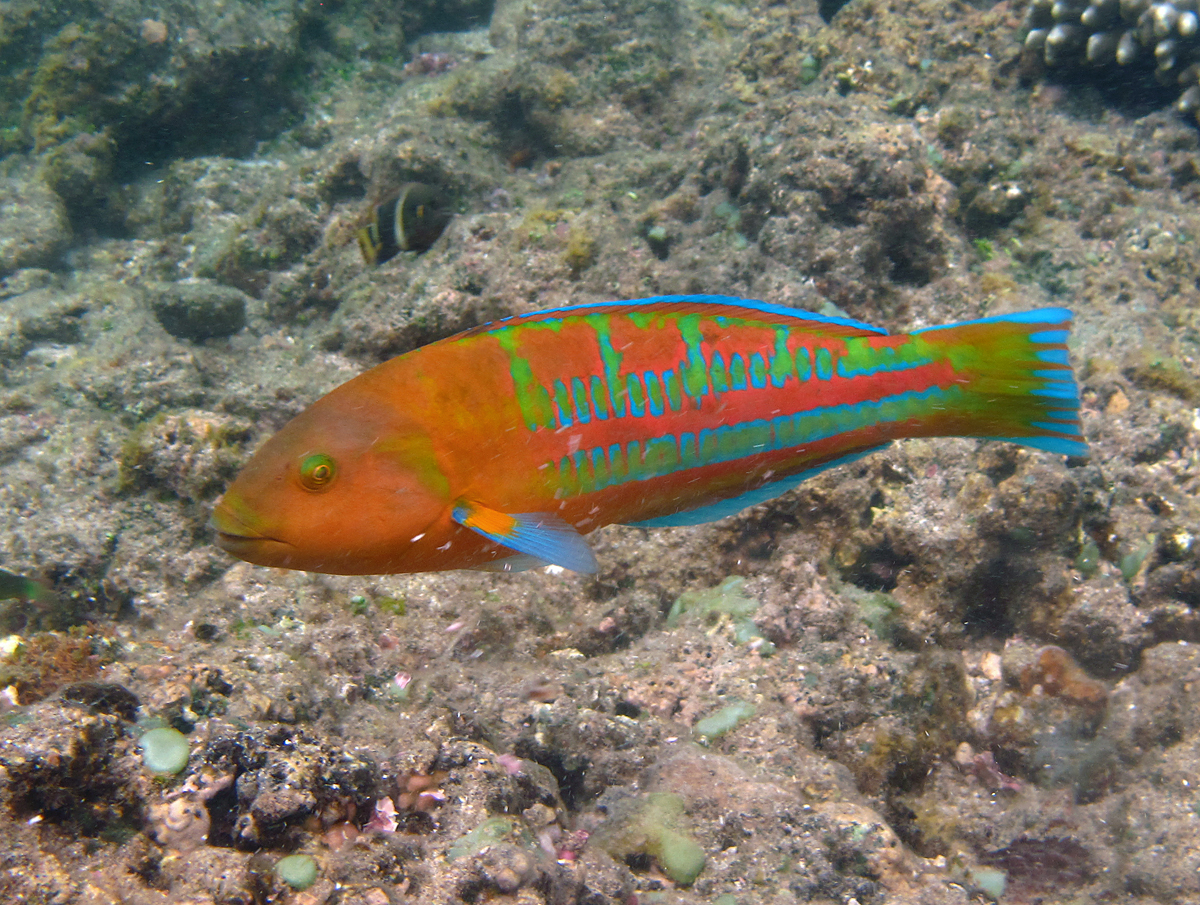
Thalassoma trilobatum